# Медведевська (Шабалінський район)
Медве́девська (рос. Медведевская) — присілок у складі Шабалінського району Кіровської області, Росія. Входить до складу Новотроїцького сільського поселення.
Населення становить 2 особи (2010, 1 у 2002).
Національний склад станом на 2002 рік — росіяни 100 %.